# 목도리페커리
목도리페커리, 자벨리나 또는 스컹크멧돼지(Tayassu tajacu, 영어: peccary, javelina 또는 skunk pig)는 페커리과에 속하며, 북아메리카와 중앙아메리카, 남아메리카에서 발견되는 포유류의 일종이다. 천적은 퓨마와 재규어 그리고 아메리카악어와 오리노코악어, 검은카이만이다.
대한민국에서는 한때 서울동물원 남미관에서 볼 수 있었으며, 번식도 잘 되었는지 개체수가 많았지만 2021년대에 남미관 야외방사장에 우결핵이 발생하여 안락사되어 현재는 볼 수 없다.